# Comuna de Piotrków Kujawski
Piotrków Kujawski (polaco: Gmina Piotrków Kujawski) é uma gminy (comuna) na Polónia, na voivodia de Cujávia-Pomerânia e no condado de Radziejowski. A sede do condado é a cidade de Piotrków Kujawski.
De acordo com os censos de 2004, a comuna tem 9645 habitantes, com uma densidade 69,6 hab/km².

## Área
Estende-se por uma área de 138,62 km², incluindo:
- área agricola: 83%
- área florestal: 4%

## Demografia
Dados de 30 de Junho 2004:
|                      | Total   | Total | Mulheres | Mulheres | Homens  | Homens |
| -------------------- | ------- | ----- | -------- | -------- | ------- | ------ |
|                      | pessoas | %     | pessoas  | %        | pessoas | %      |
| População            | 9645    | 100   | 4895     | 50,8     | 4750    | 49,2   |
| Densidade (pop./km²) | 69,6    | 100   | 35,3     | 35,3     | 34,3    | 34,3   |

De acordo com dados de 2002, o rendimento médio per capita ascendia a 1339,26 zł.

## Subdivisões
- Anusin, Bycz, Dębołęka, Gradowo, Jerzyce, Kaczewo, Lubsin, Łabędzin, Malina, Nowa Wieś, Palczewo, Połajewo, Przedłuż, Przewóz, Rogalin, Rudzk Duży, Rudzk Mały, Stawiska, Szewce, Świątniki, Wójcin, Zborowiec.

## Comunas vizinhas
- Bytoń, Kruszwica, Radziejów, Skulsk, Topólka, Wierzbinek